# Alberto Ortiz Moreno
Alberto Ortiz Moreno, més conegut com a Tito (15 de febrer de 1985, Santa Coloma de Gramenet, Catalunya) és un exfutbolista català.

## Trajectòria
Jugador criat en el futbol base de la UDA Gramenet, on va arribar a jugar amb el primer equip abans de militar a les files del RCD Espanyol durant tres temporades, jugant també en el Legia Varsòvia com a cedit. Finalment, va jugar en el ja desaparegut Benidorm Club de Futbol una temporada abans de jugar en el Llagostera el 2011.
Al Llagostera es va aconseguir jugar a segona divisió, cosa que es veia impossible per aquest club. Després d'una molt bona campanya en la temporada 2014-2015 obtenint no sols la permanència, sinó la gairebé classificació per als play-offs. En les files del club català, Tito va jugar un total de 159 partits, a més d'assolir l'ascens a Segona Divisió la 2013-2014, categoria en la qual va sumar més de 4.600 minuts. Lamentablement en la campanya 2015-2016 no va poder repetir aquest assoliment i el conjunt blaugrana va descendir a la categoria de bronze del futbol espanyol.
Després del descens del club català, signatura amb el UCAM Murcia fins a juny de 2017.